# 山都町 (福島県)
山都町（やまとまち）は、福島県耶麻郡にあった町である。
2006年1月4日に、喜多方市および耶麻郡熱塩加納村・塩川町・高郷村と合併し、新しい喜多方市の合併特例区の一つとなったため、普通地方公共団体としては廃止した。

## 地理
会津地方北部にあり、町の北部の飯豊連峰山頂付近で、新潟県、山形県と接する。町内を縦貫する一ノ戸川は、飯豊山神社の一番目の鳥居のある村、という名前の由来を持つ。「山都」の地名の由来についても、「飯豊山の戸」とする説がある。
飯豊連峰付近では、山頂の神社とその参道が福島県山都町に属し、山形県および新潟県の県境に食い込むような形になっている。このため、飯豊連峰の三国岳、種蒔山、飯豊山、御西岳と続く稜線に沿って、細長く突き出た形の町域を有する。
町域は全般に山がちで、南端にある盆地周辺に都市機能が集まり、周辺町村と鉄道、道路で結ばれる。南東方向に会津盆地が続き、会津地方の中心都市である会津若松市がある。
- 山:飯豊連峰（飯豊山、御西岳、種蒔山、三国岳）
- 河川:阿賀川、只見川、一ノ戸川

### 隣接していた自治体
- 福島県
  - 喜多方市
  - 耶麻郡：高郷村、熱塩加納村、西会津町
  - 河沼郡：会津坂下町
- 新潟県
  - 新発田市
  - 東蒲原郡：阿賀町
- 山形県
  - 西置賜郡：飯豊町、小国町

## 歴史

### 沿革
- 1889年（明治22年）4月1日 - 町村制の施行により山都村・小川村・木幡村・相川村・一ノ木村・早稲谷村・朝倉村が成立。
- 1950年（昭和25年）4月1日 - 山都村・小川村・木幡村が合併し、山都町が発足。
- 1954年（昭和29年）3月31日 - 山都町・相川村・一ノ木村・早稲谷村および朝倉村の一部（賢谷・沼ノ平）が合併し、山都町が発足。
- 1955年（昭和30年）3月1日 - 河沼郡千咲村大字三津合を編入。

## 町長
- 唐橋重政

## 姉妹都市
- 東大和市（東京都） - 1993年（平成5年）10月締結[2]。

## 経済
1995年（平成7年）に整備された「そば乾燥調製加工施設」では、農家から玄ソバの買取または預かりを行い、乾燥・保管のうえ適量供給する機能を持ち、この取り組みは「そば銀行」と呼ばれた。

## 交通

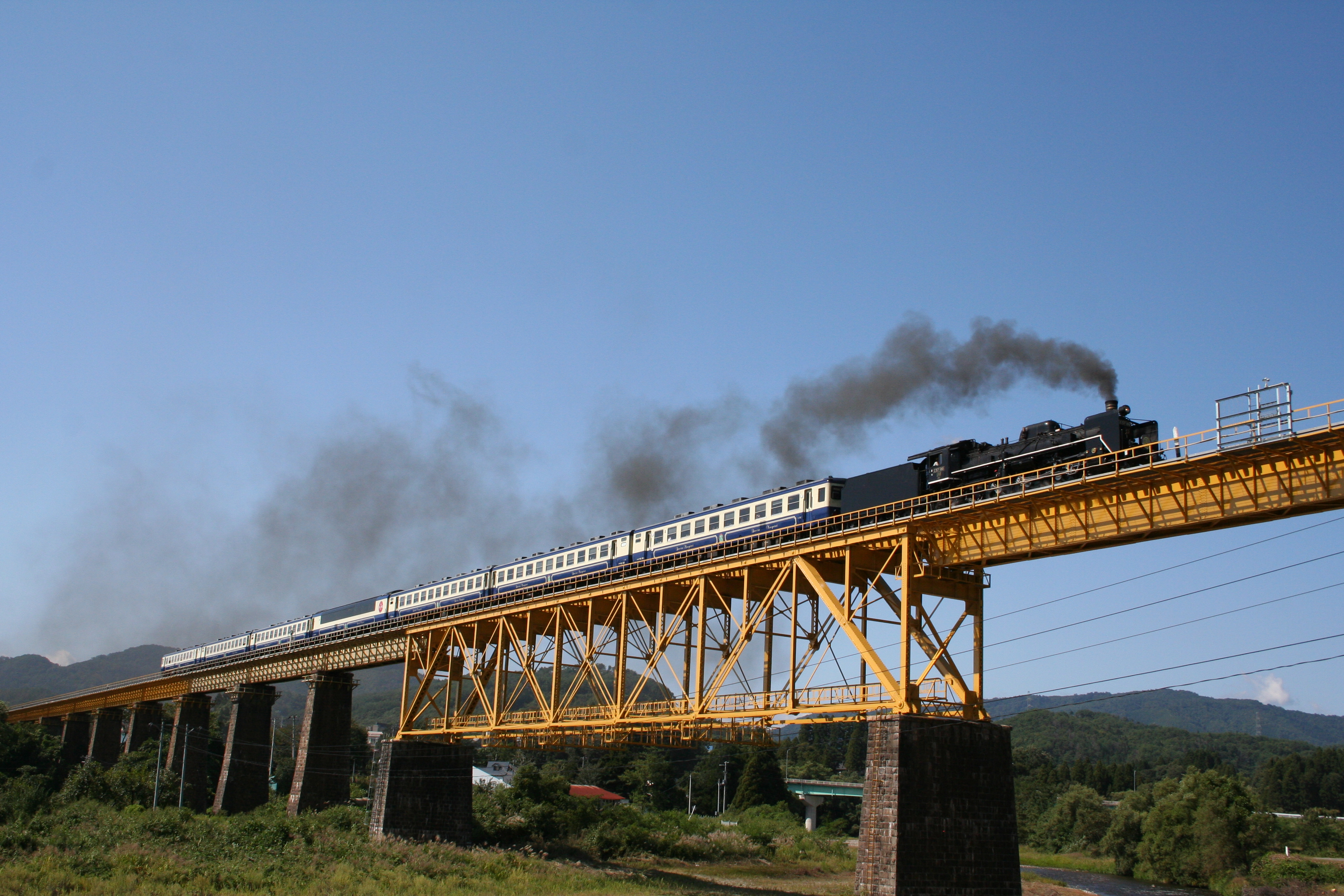
一ノ戸川橋梁を走行するSLばんえつ物語

### 道路
- 国道459号
- 福島県道16号喜多方西会津線
- 福島県道43号会津坂下山都線
- 福島県道61号塩川山都線
- 福島県道151号山都柳津線
- 福島県道383号熱塩加納山都西会津線
- 福島県道385号一ノ木藤沢線

### 鉄道
- 東日本旅客鉄道
  - 磐越西線 - 山都駅

## 観光
そばの名産地であり、古くから各家庭でそば打ちが行われてきた地域である。宮古集落では、薬味もつゆもつけずに食べる「水そば」も食される。この宮古集落では予約制で「農家食堂」として来訪者にもそばを提供する動きが広まり、合併直前頃の同集落では約30戸中13戸が農家食堂を開いていた。1980年代からは、「やまと新そばまつり」などのイベントも行われるようになった。1994年（平成6年）には、全国麺類文化地域間交流推進協議会（全麺協）と協力して全国のそば関係者を招いた「全国そばサミット」が開催された。
山都駅には観光列車のSLばんえつ物語が停車する。
- 飯豊山神社
- 飯豊とそばの里センター - 「そば資料館」「ふるさと館」「ふれあい館」から成る施設として、1994年にオープン[3]。
- そば伝承館 - 1996年（平成8年）オープン[3]。
- 一ノ木温泉いいでのゆ - ふるさと創生事業によって掘削した温泉で、1995年（平成7年）にオープン[3]。翌1996年11月には宿泊施設が増設された[5]。